# Cryptococcus gattii
Cryptococcus gattii är en svampart. Cryptococcus gattii ingår i släktet Cryptococcus och familjen Tremellaceae.. Arten förekommer främst i tropiska och subtropiska klimat men har även sedan en tid, åtminstone sedan 2007, uppträtt i nordvästamerikanska regnskogar  vilket förmodas bero på klimatförändringar eller spridning genom tsunamiflodvågor.  
Sporer från Cryptococcus gattii sprids till människor via inandning vid promenad i skogar där svampen finns och kan orsaka flera allvarliga och i vissa fall dödliga sjukdomar hos människan, däribland hjärnhinneinflammation, lung- och ledbesvär  och kan även smitta andra däggdjur.